# 보스만 판결
보스만 판결은 축구선수의 자유이적 권리를 선언한 것이다. 1995년 12월 15일 유럽사법재판소에서는 '계약이 끝난 선수는 구단의 동의와 이적료에 관계없이 자유롭게 팀을 옮길 수 있고, 팀 내 외국인 선수의 숫자는 제한될 수 없다.'고 선언하였다. 이 판례 이후, 유럽의 각 구단들은 유럽권 선수에 한해 외국인 선수 보유 숫자에 대한 제한을 해제하였다.

## 배경
1990년 벨기에 주필러 리그의 축구 선수인 장 마르크 보스만(Jean-Marc Bosman)이 자신의 소속팀인 RFC 리에주(RFC Liège)에서 프랑스의 됭케르크(Dunkerque)로 이적을 하고자 했다. 그러나 됭케르크 팀은 리에주 팀에 충분한 이적료를 지불하지 못했고 보스만 자신도 외국선수 쿼터제 등의 규정에 묶여 리에주 팀은 그의 이적을 불허했다. 또한 그는 리에주에서 더 이상 1군 선수가 아니었기에 그의 봉급 또한 감소하였다.
그는 자신의 사건을 토대로 FIFA의 선수들에게 불리한 이적 규정 17조에 대해 룩셈부르크에 위치한 유럽사법재판소에 소송을 내었고 공방 끝에 1995년 12월 15일 승소하였다. 유럽사법재판소는 이 규정이 유럽 연합 회원국의 근로자들의 직업 선택의 자유를 보장한 로마 조약 39조에 위배된다고 발표하였다.
이로써 보스만을 비롯한 유럽 연합 회원국 국적을 가진 축구 선수들은 계약 만료 이후 그들이 유럽 연합 회원국의 축구 클럽에서 다른 유럽 연합 회원국의 축구 클럽으로 이적할 때 자유로운 이적에 관한 권리를 얻게 된 것이다. 이전에는 프랑스와 스페인을 제외한 유럽의 프로축구 클럽들이 계약이 만료되었음에도 선수가 다른 클럽에 합류하는 것을 금지할 수 있었다. (영국에서는 계약이 만료되어가는 이적 선수의 높은 이적료에 대한 분쟁을 해결하기 위한 이적 법안이 1981년부터 시행되었다.)
이와 함께 선수는 현 소속 구단과의 계약이 6개월 이하로 남아있을 경우에도 다른 클럽과 사전 계약할 수 있게 되었다. 보스만룰은 미국 메이저 리그(MLB)에서 보류 조항의 삭제와 자유계약선수(FA)제도의 출현을 이끈 커트 플러드(Curt Flood)법안과 비교될 수 있다.

## UEFA에 미친 영향과 그에 대한 반응
보스만룰은 또한 UEFA소속의 국내 축구 리그에 존재하던 외국인 선수 보유 쿼터제가 유럽연합국가의 동질성을 차별할 수 있다는 이유로 금지하였다. 당시에 많은 축구 리그에서는 자국 선수가 아닌 선수의 수를 제한하는 쿼터제를 시행하고 있었다. 또한, UEFA는 챔피언스 리그(Champions League), UEFA 컵 위너스 컵(UEFA CUP Winner`s CUP), UEFA 컵(UEFA Cup) 등의 국제 리그 경기에서 3명 이상의 외국인 선수를 경기 스쿼드에 올리는 것을 금지하고 있었다. 판례 이후에도 이러한 쿼터제는 계속 인정되고 있지만, 각 팀의 "Non-EU" 선수들의 수에 한해서만 유효하다.
한편, 2005년 4월 21일에는 UEFA의 52개 가맹 회원들이 국내 선수들의 수를 늘리는 조항에 승인하였다. 이러한 결정은 보스만룰로 생기는 영향력을 줄이기 위한 시도이다. UEFA의 부의장 라스크리스터 올센(Lars-Christer Olsson)은 CNN과의 인터뷰에서 첼시 FC나 FC 바르셀로나 같은 유럽의 몇몇 거대 클럽들은 이 판결을 원하지 않는다며, 항소의 가능성을 배제하지 않고 있다고 말했다.

## 스포츠계에 미친 영향
보스만룰은 2000년에 일어난 농구선수 레토넨(Lehtonen)의 판례에서 고려되기도 하였으나 다소 차이가 있었다. 이 판례는 국제농구연맹(FIBA)의 마감 시한과 연관된 비슷한 경우로, 한 시즌에 다른 팀에서 뛰었던 선수를 소속 팀에 포함시킬 수 없다는 제한이 적법하다고 받아들여졌다.

## 같이 보기
- 웹스터 판결 - 보스만 판결 이후, 논란이 있는 계약기간 이내의 선수들의 이적에 대한 판례.